# Una mirada a El Mundo
Una mirada a El Mundo, anteriormente llamado La vuelta al mundo, fue un programa de televisión emitido de lunes a jueves por la cadena española Veo Televisión en horario nocturno. En 2012, tras el cese de emisiones de Veo Televisión, el programa pasó a emitirse en Discovery MAX (canal que ocupó la frecuencia de Veo) hasta su cancelación.

## Estructura
Cada día de la semana, diversos periodistas  analizaban la actualidad política de la jornada, en ocasiones con la presencia de representantes políticos de los principales partidos.

## Historia
El programa comenzó a emitirse el 14 de septiembre de 2009 bajo la dirección y presentación de John Müller. Tan sólo dos semanas después, Müller era relevado de su puesto y sustituido por el periodista Carlos Cuesta. La justificación dada por el director de la cadena, Melchor Miralles fue la de los pésimos resultados de audiencia, que se situaron en el 1'24% de cuota de pantalla.
Se inicia entonces una temporada en la que el espacio cuenta con contertulios del mundo periodístico, como Casimiro García-Abadillo, Victoria Prego, Isabel San Sebastián, Lucía Méndez, Fernando Jáuregui, Hermann Tertsch, José María Brunet, Raúl del Pozo, Carmelo Encinas, Antonio Pérez Henares, Esther Jaén o Charo Zarzalejos. Se dispara también la batalla por elevar la cuota de pantalla, especialmente con su más directo rival, el programa El gato al agua, emitido por la cadena Intereconomía, con una línea editorial,  un esquema y un público objetivo muy similares. Los resultados no favorecen a La vuelta al mundo, y así, a mediados de 2009, El gato... alcanzaba un 3'42% de cuota de pantalla frente al 0'9% del programa de Veo7.
Los malos resultados, propician la salida de Miralles como director general de Veo 7 y la externalización de la realización en la empresa New Atlantis de, entre otros programas de La vuelta al mundo.
A partir de ese momento, se remodela el programa, que desde el 20 de septiembre de 2010, cuenta con un presentador distinto cada día de la semana: Ernesto Sáenz de Buruaga, Luis Herrero, Fermín Bocos, Pedro J. Ramírez y Carlos Cuesta. En enero de 2011, Fermín Bocos era sustituido por Miguel Ángel Rodríguez.
El programa deja de emitirse el 30 de junio de 2011, coincidiendo con el Cese temporal de las emisiones de Veo7. Más tarde, el 12 de septiembre de 2011, la cadena retoma sus emisiones bajo el nombre de Veo Televisión junto a la programación de comunicación comercial que vino emitiendo desde el cese temporal de sus emisiones. Entre los nuevos programas de la cadena, vuelve La vuelta a El Mundo bajo el nombre Con el mundo a cuestas. Finalmente, tras el acuerdo de Veo Televisión S. A. y Discovery Communications, Veo Televisión cesa sus emisiones definitivamente para dar paso a las emisiones de Discovery Max desde el 12 de enero de 2012. El programa, tras un descanso de Navidad, vuelve el 9 de enero de 2012 al nuevo canal bajo el nombre de Una mirada a El Mundo. Finalmente, el programa es cancelado emitiendo su último programa el 12 de julio de 2012.

## Controversias

### Manipulación en"La vuelta a El Mundo"destapada por "El Gran Wyoming"[12]

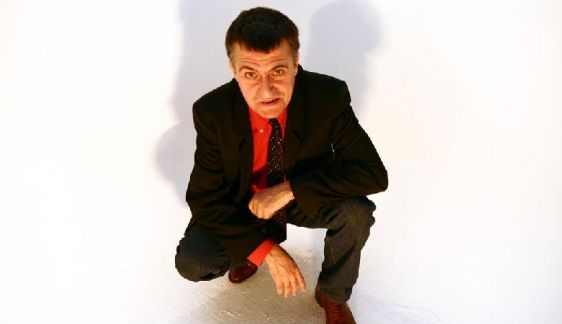
El Gran Wyoming, humorista satírico y presentador de El Intermedio, que descubrió la manipulación de La vuelta al mundo, presentado por Carlos Cuesta en VEO7.

El 5 de octubre de 2009, VEO7 emite un documental en su programa La vuelta al Mundo para denunciar la pobreza en España intentando culpar de esta a la gestión económica del Gobierno de José Luis Rodríguez Zapatero.
El conductor de La vuelta al Mundo, Carlos Cuesta, presenta así el documental:

Y ahora, nos vamos a un testimonio que es escalofriante. Mientras que nos dicen que esto no va a costar ningún sacrificio, que esta subida de impuestos la paga cualquier persona, que no pasa nada, resulta que tenemos más de 4 millones de parados en España, más de 8 millones de personas que tienen que vivir con menos de 500 euros al mes. Vamos a verlo porque tenemos un reportaje terrorífico, espeluznante.

El reportaje lleva por título «Yo, mendigo», y denuncia el aumento de la mendicidad por culpa de la crisis económica. Sin embargo, el programa que presenta el Gran Wyoming en La Sexta, El Intermedio, desvela que el vídeo está manipulado, ya que el reportaje de El Mundo se realizó en el año 2000, cuando gobernaba el Partido Popular de José María Aznar con mayoría absoluta.
Wyoming descubre la manipulación debido a algunos detalles que evidencian que el documental es anterior a la presidencia de Zapatero. En él aparece la imagen del centro comercial SEPU, que no cerró sus puertas hasta el año 2002. En otro momento de la cinta se observa como un céntrico cine madrileño proyecta Algo que contar, un filme que se inauguró el año 2000, cuando José María Aznar estrenó su mayoría absoluta. Además, los indigentes con los que El Mundo pretendía criticar la política económica de Zapatero hablaban en una parte del documental en pesetas y traficaban con teléfonos móviles desfasados. 

Al finalizar la proyección del documental, Carlos Cuesta toma la palabra para pronunciar un editorial:

Ésta es la España que vivimos. Ésta es la España en la que nos teníamos que encontrar hoy con una cuestión, con una subida de impuestos, que según el señor Zapatero no iba a afectar a los trabajadores y según la señora Salgado, era buena.